# Сороко, Григорий Семёнович
Григорий Семёнович Сороко (белор. Рыгор Сямёнавіч Сарока; род. 28 ноября 1944) — музыкант, дирижёр, общественный деятель.
С 1979 года — директор УО «Молодечненский государственный музыкальный колледж имени М. К. Огинского». Художественный руководитель и главный дирижёр Заслуженного любительского коллектива Республики Беларусь симфонического оркестра Молодечненского музыкального колледжа имени М. К. Огинского.
Заслуженный работник культуры Белорусской ССР (1988), Лауреат специальной премии Президента Республики Беларусь (2004), кавалер ордена Франциска Скорины (2008), почётный гражданин города Молодечно и района (2009).

## Биография
Григорий Сороко родился в 1944 году в белорусской деревне Турец-Бояры Молодечненского района. В 1958 году семья переехала в город Молодечно.
Григорий Сороко прошёл ускоренный курс программы Молодечненской музыкальной школы по классу баяна.
В 1960 году поступил в Молодечненское музыкальное училище. После окончания учебного заведения остался работать там в качестве преподавателя и, одновременно, продолжил профессиональное обучение на заочном отделении Белорусской государственной консерватории города Минска.
С 1966 работал музыкантом Дома культуры железнодорожников в Молодечно, а с 1967 — преподавателем Радошковичской детской музыкальной школы.
В 1979 году Григорий Сороко стал директором Молодечненского музыкального училища (в 2011 году было переименовано в музыкальный колледж имени М. К. Огинского).
12 июля 2021 года Григорий Сороко покинул должность директора и стал преподавателем оркестрового дирижирования, а также продолжил руководить симфоническим оркестром в УО "Молодечненский государственный музыкальный колледж имени М. К. Огинского".

### Творческая деятельность
В 1976 году Григорий Сороко создал на базе училища камерный оркестр русских народных инструментов, исполнителями которого были музыканты — преподаватели учебного заведения. Коллектив завоевал симпатии слушателей как в Беларуси (Брест, Витебск, Минск, Гомель), так и за её пределами (концерты оркестра организовывались в Литве, Латвии, Венгрии, Германии и Испании).
Положив начало концертным выступлениям камерного оркестра за границей, Григорий Сороко в числе других белорусских музыкантов способствовал развитию плодотворных творческих контактов с иностранной аудиторией и популяризации национального музыкального наследия. За профессиональные достижения коллектива оркестра в 1982 году ему было присвоено звание «народный».
В 1979 году Григорий Сороко стал директором Молодечненского музыкального училища, а также художественным руководителем и главным дирижёром симфонического оркестра училища. Под управлением талантливого маэстро коллектив симфонического оркестра осуществляет сотни проектов, гастролирует на известнейших концертных площадках Республики Беларусь, России, стран Балтии и Европы. Григорий Сороко сотрудничает с музыкантами мирового уровня и воспитывает на базе оркестра молодых дирижёров и музыкантов. Профессиональная работа симфонического оркестра неоднократно получала высокие оценки Министерства культуры Республики Беларусь.
Оркестр удостоен почётных званий:
- Народный симфонический оркестр (1987)
- Заслуженный любительский коллектив Республики Беларусь (2004)
- Премия специального фонда Президента Республики Беларусь по поддержке талантливой молодёжи (2007).

В 2006 году по инициативе Григория Сороко на базе Молодечненского музыкального колледжа имени М. К. Огинского и Дворца культуры города Молодечно был создан молодёжный музыкальный театр.
Исполнители главных партий в оперных спектаклях — учащиеся и преподаватели колледжа. Коллективом театра осуществлены постановки опер: «Иоланта» П. И. Чайковского (2006), «Травиата» Дж. Верди (2008), «Евгений Онегин» П. И. Чайковского (2009), концертный вариант оперы «Кармен» Ж. Бизе (2012), «Михал Клеофас Огинский. Неизвестный портрет» (2013) О.Залётнева. 27 сентября 2007 года Молодечненскому молодёжному оперному театру было присвоено звание народного.

### Общественная деятельность
Григорий Сороко является одним из инициаторов идеи сохранения наследия композитора и общественного деятеля Михала Клеофаса Огинского в Беларуси и за её пределами. Так, благодаря усилиям Григория Сороко, в 1995 году Молодечненскому музыкальному училищу было присвоено имя М. К. Огинского.
В ноябре 1995 года фасад здания училища украсила копия мемориальной доски (автор — скульптор В. Янушкевич), посвящённой личности Огинского, а её оригинал в 1996 году был установлен во Флоренции, на фасаде дома, в котором композитор прожил 11 последних лет жизни.
В 1995 году у Г. Сороко, скульптора В. Янушкевича и их единомышленников возникла идея создания и установки памятника М. К. Огинскому в городе Молодечно. Торжественное открытие памятника М. К. Огинскому в городе Молодечно состоялось 1 сентября 2011 года.
Григорий Сороко является сопредседателем правления фонда «Северные Афины», созданного в 2010 году с целью возрождения усадьбы Огинских в Залесье и председателем правления фонда «Наследие М. К. Огинского», созданного в 2012 году с целью сохранения, возрождения и популяризации историко-культурного наследия рода Огинских в городе Молодечно, Молодечненском районе и за его пределами.
В 2017 году Чрезвычайный и Полномочный Посол Литовской Республики в Республике Беларусь Андрюс Пулокас вручил благодарность «За значительный личный вклад в развитие и укрепление белорусско-литовских связей в сфере культуры, возрождение и репрезентацию духовного наследия рода Огинских».

## Награды
Григорий Семёнович Сороко награждён многочисленными Почетными грамотами Министерства культуры и БРК, ЦК КПСС, Совета Министров СССР, ВЦСПС, ЦК ВЛКСМ, Совета Министров Республики Беларусь (1999), Национального собрания Беларуси.
- Дипломы победителя Республиканских смотров методических и творческих работ преподавателей ССУЗов РБ (1980, 1982, 1984, 1996).
- Почетное звание «Заслуженный деятель культуры БССР» (1988).
- Почетный Знак Министерства культуры Республики Беларусь (1999).
- Лауреат специальной Премии Президента Республики Беларусь в номинации «За вклад в развитие международных культурных связей РБ» (2004).
- Кавалер Ордена Франциска Скорины — высшая награда Республики Беларусь в области культуры (2008).
- Почетный знак Белорусского профсоюза работников культуры (2008).
- Юбилейная медаль международного союза музыкальных деятелей (ВМО) (2008).
- Почётный гражданин города Молодечно и района (2009).
- Человек года Минщины в номинации «Непроизводственная деятельность» (2012).
- Наградной крест «За заслуги перед казачеством России» IV степени № 121 (2016).
- Благодарность «За значительный личный вклад в развитие и укрепление белорусско-литовских связей в сфере культуры, возрождение и репрезентацию духовного наследия рода Огинских» (2017).
- Диплом лауреата премии Федерации профсоюзов Беларуси в области литературы, искусства, журналистики и любительского творчества (за создание романтической оперы «Михаил Клеофас Огинский. Неизвестный портрет», 2017).
- Почетный знак Белорусского фонда культуры «Рупліўцу. Стваральніку» (2017).
- Юбилейная медаль «100 лет советской армии и военно-морскому флоту» (Санкт-Петербург, 2018).
- Нагрудный знак «Гвардии генерал-майор кавалерии Л. М. Доватор» общественного объединения «Минский объединённый казачий округ» (2018).
- Диплом премии «Талант» Молодечненского райисполкома в номинации «Директор года» (2018).
- Лучший руководитель социальной сферы (Доска почета г. Молодечно, 2018).
- Благодарность Белорусского союза композиторов «За значительный вклад в популяризацию произведений белорусских композиторов» (2019).

## Телевизионные проекты
Юбилейный вечер-концерт «Симфония души» Заслуженного деятеля культуры Республики Беларусь, художественного руководителя и главного дирижёра Заслуженного коллектива Республики Беларусь симфонического оркестра Молодечненского государственного музыкального колледжа имени М. К. Огинского Григория Сороко (проект «Новогодние вечера в Молодечно», 2014)
Телевизионные проекты в сопровождении Заслуженного коллектива Республики Беларусь симфонического оркестра Молодечненского государственного музыкального колледжа имени М. К. Огинского:
- Концертная программа «Зорнае спатканне» (проект «Новогодние вечера в Молодечно», 2014).
- Концертная программа «Любимая, родная».
- Концертная программа «Признание» Сергея Любавина (проект «Молодечно приглашает», 2015).
- Концертная программа «Глаза родные» Сергея Любавина (проект «Золотой шансон», 2017).
- Концертная программа «Палац збірае сяброў» (2017).